# Либарна (Алесандрија)
Либарна је насеље у Италији у округу Алесандрија, региону Пијемонт.
Према процени из 2011. у насељу је живело 130 становника. Насеље се налази на надморској висини од 224 м.